# Deu mil
El deu mil és un nombre que s'escriu 10.000 en el sistema de numeració àrab i X en el romà. En el sistema binari és 10011100010000, en l'octal és 23420 i en l'hexadecimal és 2710. La seva factorització en nombres primers és 24 × 54.
Ocurrències del nombre deu mil:
- Designa l'any 10000 o el 10000 aC
- 10000 és anomenat miríada.

## Altres deumilers
| Nombre | Nombre romà | Sistema binari    | Sistema octal | Sistema hexadecimal | Factorització en nombres primers |
| 10000  | X           | 10011100010000    | 23420         | 2710                | 24 × 54                          |
| 20000  | XX          | 100111000100000   | 47040         | 4E20                | 2⁵ × 54                          |
| 30000  | XXX         | 111010100110000   | 72460         | 7530                | 24 × 3 × 54                      |
| 40000  | XL          | 1001110001000000  | 116100        | 9C40                | 2⁶ × 54                          |
| 50000  | L           | 1100001101010000  | 141520        | C350                | 24 × 5⁵                          |
| 60000  | LX          | 1110101001100000  | 165140        | EA60                | 2⁵ × 3 × 54                      |
| 70000  | LXX         | 10001000101110000 | 210560        | 11170               | 24 × 54 × 7                      |
| 80000  | LXXX        | 10011100010000000 | 234200        | 13880               | 27 × 54                          |
| 90000  | XC          | 10101111110010000 | 257620        | 15F90               | 24 × 3² × 54                     |
| 100000 | C           | 11000011010100000 | 303250        | 186A0               | 2⁵ × 5⁵                          |